# Longitarsus ochroleucus
Longitarsus ochroleucus es una especie de insecto coleóptero de la familia Chrysomelidae. Fue descrita científicamente en 1802 por Marsham.